# Снєгов Олексій Володимирович
Снєгов Олексій Володимирович (Фалікзон Йосип Ізраїльович; 1898 , Київ  — 18 вересня 1989 , Москва ) — український більшовик, революціонер, радянський політичний діяч. Член Центральної Контрольної Комісії КП(б) України в 1927—1930 роках. Член ЦК КП(б) України в червні 1930 — січні 1932 року.

## Життєпис
Народився в Києві в єврейській родині. Навчався в гімназії, давав приватні уроки. У квітні 1917 року, навчаючись в останньому класі Вінницької гімназії, пристав до місцевої організації РСДРП(б) і став її активістом.
Брав участь у громадянській війні, під час правління Скоропадського перебував у київському підпіллі, був уповноваженим Київського комітету РКП(б). У вересні 1918 року очолював Подільський підпільний губернський комітет КП(б)У у Вінниці.
Став організатором провального повстання більшовиків у Проскурові 15-16 лютого 1919 року. Він переконав представників місцевих лівих партій у тому, що повстання буде успішним, роздав зброю єврейським загонам. Однак більшовики не врахували, що у місті були потужні війська Директорії, і не чекали суттєвого опору. Одним із наслідків цього невдалого повстання стали погроми мирного єврейського населення, за окремими даними, загинуло до тисячі євреїв. Сам же Снєгов із Проскурова втік.
У 1919 році був одним з організаторів Вінницької ЧК. Очевидці згадували його як безжалісного фанатика, який ніколи не розставався з нагайкою. З лютого по травень 1919 року — голова Подільського губернського комітету КП(б)У.
З 1919 року — секретар Політичної комісії 13-ї армії РСЧА. З вересня по листопад 1920 року — секретар Подільського губернського комітету КП(б)У.
У грудні 1920 — лютому 1921 року — відповідальний секретар Полтавського губернського комітету КП(б)У.
У січні — квітні 1921 року — відповідальний секретар Подільського губернського комітету КП(б)У.
До червня 1922 року — завідкувач організаційного відділу Полтавського губернського комітету КП(б)У.
Потім — на партійній роботі в місті Катеринославі.
На 1926 рік — помічник завідувача організаційно-розподільного відділу ЦК КП(б)У. З серпня 1926 року — відповідальний інструктор ЦК КП(б)У.
На 1927 рік — заступник завідувача організаційного відділу ЦК КП(б)У.
У травні 1928 — серпні 1930 року — відповідальний секретар Зінов'євського окружного комітету КП(б)У.
З вересня 1930 року — відповідальний секретар Зінов'євського міського комітету КП(б)У.
З листопада до грудня 1930 року — відповідальний секретар Горлівського міського комітету КП(б)У. 
У 1931—1932 роках — завідувач організаційного відділу і член Бюро Закавказького крайового комітету ВКП(б).
У 1932—1934 роках — секретар Іркутського міського комітету ВКП(б).
У 1934—1935 роках — начальник Політичного сектора Челябінського обласного земельного управління.
У 1935—1937 роках — партійний організатор ЦК ВКП(б) заводу № 15 міста Чапаєвська, начальник політичної частини тресту «Мурманриба».
У червні 1937 року заарештований. 4 січня 1939 року виправданий, але вже 20 січня 1939 року заарештований знову. Провів в ув'язненні понад 17 років.
У 1953 році, як свідка його привозили на процес Берії.
Після звільнення розгорнув активну громадську діяльність, був одним з керівників Центральної комісії по нагляду за ГУЛАГом при МВС (начальником Політичного відділу Головного управління таборів МВС СРСР) та послідовним критиком сталінізму.
Його безкомпромісна позиція неодноразово викликала незадоволення влади. У 1967 році Снєгова виключили з лав КПРС і поновили лише після особистого втручання Арвида Пельше, який умовив Брежнєва «дати Снєгову можливість померти комуністом».
Наприкінці 1980-х років Олексій Снегов був одним із фундаторів товариства «Меморіал».

## Публікації
- Осликовская Е. С., Снегов А. В. За правдивое освещение истории пролетарской революции // Вопросы истории. — 1956. — № 3;
- Осликовская Е. С., Снегов А. В. О политике партии в украинской деревне в 1919–1920 гг. // Вопросы истории. — 1956. — № 8.